# 賽普勒斯的阿基亞斯
阿基亞斯 ，前二世紀人物，他是托勒密埃及托勒密六世的賽普勒斯統帥（strategos） 。
對於阿基亞斯的人生所知有限，他在前164年曾與托勒密六世一同前往羅馬，並在前163年擔任賽普勒斯統帥職位。塞琉古帝國自安條克四世起就對賽普勒斯島很有野心，在前155年的時候塞琉古國王德米特里一世準備用500塔蘭同收買阿基亞斯，準備讓他連著全島一同獻出。這消息走漏被托勒密六世知道，下令逮捕了阿基亞斯準備審判。然而在有司宣判有罪或無罪的審判前夕，阿基亞斯就上吊自殺。關於這事件的年份，前155年是傳統觀點上對於阿基亞斯去世的年份，也有不同學者提出他的自殺可能落在前158年到前154年之間。
這個歷史事件也被認為是文藝復興時期的荷蘭人文思想家德西德里烏斯·伊拉斯謨的俗語「蠢人的失敗計畫」（Inanium inania consilia）起源，指蠢人只會提出蠢計畫。